# Zoltán Mária Flóra
Zoltán Mária Flóra (Budapest, 1937. április 16. – ) magyar festőművésznő.

## Életpályája
Tanulmányait 1951 és 1955 között a Képző- és Iparművészeti Gimnáziumban (mestere: Csebi Pogány István), 1956 és 1958 között a prágai Képzőművészeti Főiskolán (mestere: Miloslav Holý), majd 1958 és 1960 között a Magyar Képzőművészeti Főiskolán (mesterei: Domanovszky Endre, Hincz Gyula, Pór Bertalan) végezte. több tanulmányutat tett (1956–57: Prága; 1967: Hollandia; 1973–75: Svédország). 1990: Eötvös-ösztöndíj.
1973–83 között külföldön dolgozott. 
Munkásságának jelentős részét teszik ki egyedi rajzai, könyvillusztrációi.

## Egyéni kiállításai
- 1970 Fényes Adolf Terem, Budapest
- 1971 Uitz Terem, Dunaújváros
- 1973 Fészek Klub, Budapest
- 1975 René Victor Galerie, Stockholm, Svédország
- 1978 Fényes Adolf Terem, Budapest
- 1984 Thermal Hotel, Budapest
- 1985 Francia Intézet, Budapest
- 1986 Mészöly Terem, Székesfehérvár
- 1987 Christie’s, Amszterdam, Hollandia
- 1987 Óbudai Pincegaléria, Budapest
- 1988 Art Fair, Stockholm, Svédország
- 1988 Iványi Grünwald Terem, Kecskemét
- 1990 Csók Galéria, Budapest (Szentirmai Zoltánnal)
- 1990 St. Anna Kapelle, Passau, Németország
- 1991 Galerie Sennebogen, Regensburg, Németország
- 1991 Budapest Art Expo, Budapest
- 1992 Átrium Hyatt Hotel, Budapest
- 1994 Vigadó Galéria, Budapest
- 1995 Chicago International Art Fair, Chicago, USA
- 1996 Maui, Hawaii
- 1997 Erdős Renée Ház, Budapest
- 1998 Ernst Múzeum, Budapest
- 1998 Gloria Art Gallery, Budapest
- 2004 GAG Galéria, Budapest
- 2005 Újpest Galéria, Budapest
- 2006 Karinthy Szalon, Budapest
- 2008 Erzsébetvárosi Közösségi Ház, Budapest
- 2009 Erzsébetvárosi Közösségi Ház, Budapest
- 2011 Újlipótvárosi Klubgaléria, Budapest
- 2012 FUGA / Budapesti Építészeti Központ, Budapest

## Részvétele csoportos kiállításokon (válogatás)
- 1972 • 6. Balatoni Nyári Tárlat, Balatoni Múzeum, Keszthely
- 1972, 1973 • XII., XIII. Nyári Tárlat, Móra Ferenc Múzeum, Szeged.

## Művei közgyűjteményekben
- Magyar Nemzeti Galéria, Budapest
- Rómer Flóris Művészeti és Történeti Múzeum, Győr
- Hamburg, Jeruzsálem, London, Madrid (Magyar Nagykövetség), New York, Passau, Pretoria (Magyar Nagykövetség), Sidney, Stockholm, Tokió, Zürich

## Díjai
- Budapestért díj (2022)[1]